# Скавце

## Географія
Скавце (пол. Skawce) — село в Польщі, у гміні Мухаж Вадовицького повіту Малопольського воєводства.
Населення — 458 осіб (2011).Поблизу розташовується озеро Мухажське.

## Історія
У 1975-1998 роках село належало до Бельського воєводства, підпорядковувалося районній адміністрації у Вадовіцах.

## Демографія
Демографічна структура станом на 31 березня 2011 року:
|          | Загалом | Допрацездатний вік | Працездатний вік | Постпрацездатний вік |
| -------- | ------- | ------------------ | ---------------- | -------------------- |
| Чоловіки | 216     | 39                 | 161              | 16                   |
| Жінки    | 242     | 48                 | 138              | 56                   |
| Разом    | 458     | 87                 | 299              | 72                   |